# ۷۸۴ (قمری)
۷۸۴ (قمری)، هفتصد و هشتاد و چهارمین سال در گاهشماری هجری قمری است. اول محرم این سال برابر با بیست و پنجم مارس سال ۱۳۸۲ میلادی است.

## وابسته
- جهان‌ملک خاتون